# العلاقات الروسية الهندية
العلاقات الروسية الهندية هي العلاقات الخارجية بين جمهورية الهند وروسيا الاتحادية. أثناء الحرب الباردة، كانت هناك علاقات إستراتيجية، عسكرية، اقتصادية ودبلوماسية قوية بين الهند والاتحاد السوفيتي. بعد انهيار الاتحاد السوفيتي، ظلت العلاقات المتقاربة بين الهند وروسيا، على الرغم من توطد علاقات الهند مع الغرب بعد انتهاء الحرب الباردة. 

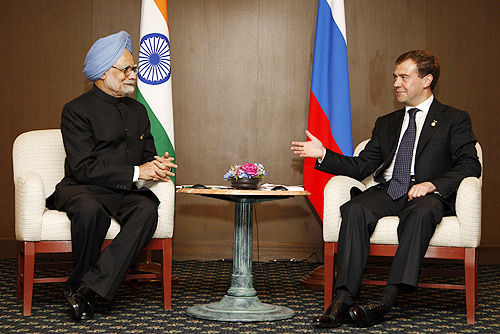
رئيس الوزراء الهندي مانموهان سنغ والرئيس الروسي السابق دميتري ميدفيديف في قمة مجموعة 8 عام 2008، في هوكايدو.

## التاريخ
أقيمت العلاقات الدبلوماسية بين روسيا والهند في 13 أبريل 1947 . وتعتبر معاهدة الصداقة والتعاون بين البلدين الموقع عليها يوم 28 يناير 1993 وثيقة رئيسية تقوم عليها العلاقات الروسية الهندية.
وتتعاون روسيا والهند بنجاح في اطار هيئة الأمم المتحدة وغيرها من المنظمات الدولية، بما في ذلك منظمة معاهدة شنغهاي للتعاون ومنظمة بريك البرازيل وروسيا والصين.

### العلاقات العسكرية

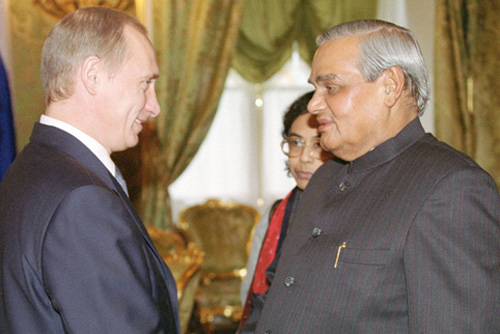
رئيس الوزراء الهندي السابق أتال بيهاري مع الرئيس الروسي بوتين، نوفمبر 2001.

وقعت بين روسيا والهند الاتفاقية التي يسري مفعولها حتى عام 2010، والتي تقضي بتوريد معدات عسكرية عالية التقنيات، بما فيها الصواريخ الباليستية والغواصات الذرية. وسيبلغ الحجم الاجمالي لهذه التوريدات قيمة 16 مليار دولار.
ويساوي المتوسط السنوي للمشتريات العسكرية خلال السنوات العشر الاخيرة قيمة مليار دولار سنوياً. وأسست في عام 2000 اللجنة الوزارية المشتركة الخاصة بالتعاون العسكري التقني.
وقد غدت المناورات الروسية الهندية البحرية المشتركة التي أجريت بشهر أبريل 2011 في المحيط الهندي عاملا هاما في التعاون العسكري. كما أنها استعرضت امكانات القوات المسلحة للدولتين وبينت المصالح الاستراتيجية المشتركة.
ويعود الجزء الأكبر من الأسلحة والمعدات التي لدى الجيش الهندي إلى الصناعة الروسية. وتورد روسيا إلى الهند الدبابات «ت-90» والطائرات الحربية سوخوي. وتعد شركة "Hindustan aeronotics limited" شريكة لروسيا من الجانب الهندي فيما يتعلق بصنع مقاتلات الجيل الخامس. كما تقوم هذه الشركة بصنع المقاتلة سوخوي – 30 إم كي إي بموجب ترخيص منحته لها روسيا.
وتفيد وسائل الاعلام الهندية بأن الهند قبلت بمقترح روسي بأن تزداد قيمة إعادة تسليح حاملة الطائرات الروسية "أميرال گورشكوف" المخصصة للقوات البحرية الهندية. وكان الجانب الروسي يصر على زيادة قيمة هذه الصفقة بمقدار 2.2 مليار دولار. وبموجب معلومات واردة من وسائل الاعلام فان الاتفاقية المجددة الخاصة ببيع حاملة الطائرات هذه التي تبلغ حمولتها 44.5 الف طن سيتم توقيعها خلال فترة 3 أشهر. وتشير وسائل الاعلام إلى ان حاملة الطائرات ستزود بالاسلحة والمعدات الاضافية الروسية الصنع، وبينها 12 مقاتلة " ميغ – 29 ك" و4 مقاتلات ذات مقعدين "ميگ 29 كوب" و6 مروحيات من طراز " كا – 27" و"كا-31". ومن المتوقع ان يبلغ عمر استخدام السفينة 30 سنة. وبالإضافة إلى ذلك فان شركة ميگ تتهيأ للمشاركة في المناقصة الهندية الخاصة بصنع مقاتلة متعددة الاغراض "MRCA". كما تستمر هذه الشركة في العمل على تجربة الرادار الجوي "جوك – آ أي" الذي من المفترض أن يركب في الطائرة التجريبية من طراز".
ميگ- 35"، وستستعد طائرتان من طراز ميگ- 35، في الفترة ما بين فبراير – مارس 2009 للمشاركة في المناقصة المنفذة لمصلحة القوات الجوية الهندية.
وقد تم تصميم وصنع الصاروخ الهندي براموس بالمؤسسة الروسية الهندية المشتركة التي تعتبر مثالا للتعاون العسكري التقني في مجال تبادل التقنيات والتكنولوجيات المشتركة.
وقع رئيس روسيا دميتري مدفيديف ورئيس الوزراء الهندي مانموهان سينغ البيان المشترك الخاص بنتائج زيارة رئيس الوزراء الهندي إلى روسيا التي قام بها يوم 7 ديسمبر 2009.
كما وقع بحضورهما الاتفاقية بين الحكومتين حول برنامج التعاون العسكري التقني في أعوام 2011 – 2020 والاتفاقية الحكومية حول صيانة الاسلحة والآليات الحربية الروسية في فترة ما بعد بيعها إلى روسيا والبروتوكول الملحق باتفاقية تصميم وصنع طائرة النقل المتعددة الأغراض الموقعة في 12 نوفمبر 2007.
في 24 ديسمبر 2012، وقعت روسيا والهند على صفقتين دفاعيتين كبيرتين بقيمة 4.5 مليارات دولار، تتضمن الأولى تصدير روسيا إلى الهند، 71 مروحية من طراز مي 17 في 5 والثانية تقضي بتزويدها بالمعدات اللازمة لتجميع 42 طائرة من طراز سوخوي ـ 30 إم كاي أي.

### العلاقات الاقتصادية

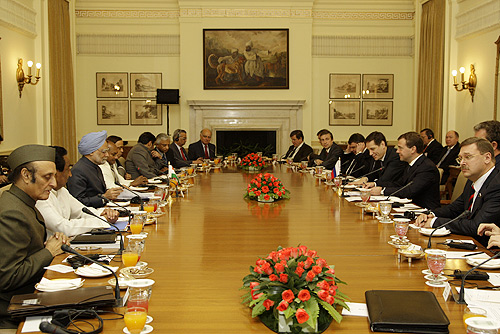
محادثات دبلوماسية هندية روسية في حيدر أباد في نيودلهي.

بلغ مستوى التبادل السلعي بين البلدين في عام 2006 قيمة 3.2 مليارات دولار. وبحسب نتائج عام 2007 زاد حجم التجارة الثنائية عن قيمة 5.3 مليارات دولار. وبلغ حجمها في الفترة من يناير إلى سبتمبر عام 2008 قيمة 4.7 مليارات دولار، أي سجلت زيادة بنسبة 54.7 % بالمقارنة مع الفترة المماثلة من عام 2007. وازدادت لدى ذلك الصادرات الروسية إلى الهند بنسبة 62.6 % وبلغت قيمة 3.5 مليارات دولار. اما الصادرات الهندية إلى روسيا فازدادت بمقدار 36.5% وبلغت 1.2 مليار دولار.
وفي عام 2008 ازداد حجم الصادرات الروسية إلى الهند فيما يتعلق باجهزة الطاقة والماكينات الكهربائية ومعدات النقل وأجهزة القياس البصرية والأسمدة والمواد الكيميائية والنحاس والنيكل والمنتجات البلاستيكية.
وإضافة إلى ذلك فقد وردت روسيا إلى الهند في أعوام 2006 – 2008 زهاء 2.5 مليون طن من القمح. اما الهند فتصدر إلى روسيا كميات متزايدة من المنتجات التقنية والعقاقير الطبية.
ازداد حجم التبادل السلعي بين روسيا والهند في عام 2009 وبلغ 7.5 مليار دولار. أكد ذلك سيرجي سوبيانين نائب رئيس الوزراء في روسيا الاتحادية في الاجتماع الخامس عشر للجنة الحكومية المشتركة الروسية الهندية الخاصة بالتعاون الاقتصادي والعلمي والتقني والثقافي الذي عقد يوم 21 أكتوبر عام 2009 في موسكو.
وأشار سوبيانين في الوقت ذاته إلى ان الجانبين لا يتخليان عن الخطط الطموحة في ايصال حجم التبادل السلعي بين البلدين عام 2010 إلى 10 مليارات دولار. ونوه أن الهند وروسيا اتفقتا على بذل قصارى الجهود لكي يبلغ التبادل السلعي في عام 2015 ما قيمته 20 مليار دولار.
بلغت الاستثمارات الهندية في الاقتصاد الروسي في النصف الأول من عام 2008 قيمة 820 مليون دولار، ومن بينها الاستثمارات المباشرة في قطاع النفط والغاز وقطاع النفط الكيميائي وقطاع التقنيات المالية والمصرفية والمعلوماتية.
وتسعى قيادتا الدولتين إلى أن يصل التبادل السلعي بين البلدين قيمة 10 مليارات دولار. وانعقدت في مدينة نيودلهي بفبراير 2008 الجلسة الثانية لمنتدى التجارة والاستثمارات الروسي الهندي الذي يعتبر خطوة في محلها على طريق تطوير التعاون المتبادل. وترأس الجانب الهندي في المنتدى موكش أمباني مدير كبرى شركات النفط والغاز الهندية ريلانس. اما الجانب الروسي فترأسه فلاديمير يفتوشينكوف رئيس مجلس إدارة شركة «سيستيما» التي تعتبر لاعبا روسيا كبيرا في سوق المواصلات والاتصال الهندية. وقد بدأت الشركة في تحقيق المشروع الخاص بانشاء شبكة الاتصال عبر الهواتف النقالة في عموم الهند.

### التعاون في مجال الطاقة
من أهم مشاريع التعاون الثنائي في هذا المجال هي: تشغيل حقل النفط والغاز ساخالين – 1 الذي تشارك فيه شركة النفط والغاز الحكومية الهندية "ONGC"، والتنقيب عن الغاز في الجرف القاري بخليج البنغال بمشاركة مؤسسة «غازبروم» الروسية.
وجاءت الدعوة التي وجهتها روسيا في عام 2001 إلى شركة "ONGC Videsh" الهندية للمشاركة في مشروع «ساخالين – 1» الروسي بالشرق الاقصى جاءت بمثابة أول تجربة ناجحة في تعاون الشركة الهندية مع روسيا. وقد حصلت الشركة الهندية آنذاك على حصة 20% من المشروع. وبدأت الهند تحصل على النفط من حقل «ساخالين – 1» منذ اواخر عام 2006.
وبموجب معلومات واردة من وسائل الاعلام فإن الهند تقترح على شركة گازپروم المشاركة في مشروع إنشاء خط انابيب الغاز الاستراتيجي «تركمانستان – أفغانستان – باكستان – الهند». ولا يستبعد الجانب الهندي احتمال مشاركة روسيا في هذا المشروع بصفتها طرفا موردا للغاز الطبيعي، إلى جانب أذربيجان وكازاخستان وأوزبكستان.
ويبلغ طول خط أنابيب الغاز هذا ما يقارب 1700 كيلومتر. وتنظر الهند إلى هذا الخط كونه أكثر جذابية وفائدة من الناحية الاقتصادية، وغير مثقل جيوسياسيا.
وتفيد وسائل الاعلام بان مشاركة روسيا والهند في اعداد المشروع الخاص بتوريد الغاز الإيراني إلى الهند قد تكون أحد الاتجاهات الرئيسية للتعاون المقبل بين شركة گازپروم وشركة " GAIL" الهندية. ويتعين على شركة گازپروم هنا أن تتولى دورالاستشارة الفنية والوكالة في تحقيق هذا المشروع فيما بعد. وتبدي شركة گازپروم اهتمامها أيضاً بالمشاركة في إنشاء خط انابيب الغاز ميانما – بنگلادش – الهند بصفة شركة استشارية.

### العلوم والتكنولوجيا
تطور التعاون العلمي التقني بين البلدين بشكل مثمر. ووقع عام 2000 في نيودلهي البرنامج الشامل طويل الأمد لتطوير التعاون العلمي التقني حتى عام 2010. وخلال السنوات الـ16 المنصرمة بعد التوقيع على البرنامج المذكور تم تبادل الوفود بعدد 3000 وفد، وتحقيق ما يزيد عن 300 مشروع علمي في شتى المجالات، وإنشاء 7 مراكز للابحاث العلمية في مختلف فروع العلم.
ويجري حاليا العمل على 150 مشروعاً آخر للابحاث العلمية. ويتطور التعاون العلمي التقني في إطار هذا البرنامج طويل الامد في 11 اتجاها علميا. ويعتز معدو البرنامج بتشييد مركزالابحاث الخاص بصنع المسحوق الحديدي واللدائن الجديدة في مدينة حيدراباد الهندية. ومن انجازات البرنامج الأخرى هو البدء في إنتاج اللقاح الخاص بمعالجة شلل الأطفال في شركة بيبيسكول الهندية في مدينة بولاندشار الهندية. ويحظى هذا المعمل الذي يصنع سنويا 100 مليون جرعة من اللقاح بدعم روسيا. وثمة إنجاز آخر للبرنامج وهو افتتاح المركز الهندي الروسي للابحاث الكومبيوترية المستقبلية في موسكو. كما تجدر الإشارة إلى المركز الهندي الروسي للتقنيات البيولوجية في مدينة الله اباد والمركز الهندي الروسي الخاص باستخراج الغاز الطبيعي. وسيسمح إنشاء 4 مراكز جديدة للمعادن غير الحديدية والتقنيات البيولوجية والطبية ونقل التقنيات والمسرعات الليزرية سيسمح بتوسيع التعاون بين البلدين إلى حد كبير.
وقد تم التجميع الناجح لكومبيوتر فائق كونه نتاجا مشتركا لمعهد التصميم المؤتمت لدى اكاديمية العلوم الروسية ومركز الابحاث الحكومي الهندي.
وقد بدأ التعاون العملي مع الزبائن الهنود الذين يستعينون بمعلومات واردة من مجموعة الأقمار الصناعية الروسية.

### التعاون في مجال العقاقير الطبية
تقترح روسيا على الهند بأن تنشأ في هذا البلد مؤسسة مشتركة خاصة بصنع المضادات الحيوية من جيل جديد. وبإمكان روسيا والهند أن تنشئا معملا يصنع هذه المواد بقدرة انتاجية تبلغ 30 الف طن من العقاقير سنويا.
كما بمقدورهذه المؤسسة أن تعمل على أساس الشراكة بين القطاعين العام والخاص في منطقة التجارة الحرة الهندية. ومن المفترض منحها تسهيلات ضريبية وجمركية لمدة 10 سنوات. كما من المتوقع ان تمول نسبة 55% من حصة روسيا في المشروع على حساب تسديد الديون الهندية. اما نسبة 45% المتبقية فمن المتوقع تمويلها عن طريق الاستثمارات الخاصة من الجانب الهندي. ومن المحتمل ان تبلغ القيمة الاجمالية للمشروع 105 ملايين دولار.
وتفيد انباء واردة من وسائل الاعلام ان حصة العقاقير الهندية في سوق الصيدلة الروسية تبلغ الآن 4.1 %. وفي ذات الوقت فبالرغم من تقلص كمية الادوية ذات النوعية السيئة الواردة من الهند فان مشكلة جودة العقاقيرالمستوردة من هذا البلد لا تزال ملحة. وعلى سبيل المثال فان حصة العقاقير الهندية من مجموع العقاقير الطبية الفاسدة التي تم شطبها في روسيا عام 2008 تشكل 40 %. اما حصة العقاقير الطبية الهندية من مجموع العقاقير الاجنبية الصنع التي تم شطبها فتجاوز الثلث. ولذلك فان أحد اتجاهات تعاون روسيا مع الجهات الحكومية الهندية هو تبادل المعلومات فيما يتعلق بجودة العقاقير الطبية الموردة إلى روسيا من الهند.

### ممر النقل الشمالي الجنوبي
كما وقعت في 12 سبتمبر 2000 بمدينة سانت بطرسبرغ بين حكومات روسيا والهند وإيران اتفاقية إنشاء ممر النقل الدولي الشمال – الجنوب الذي من شأنه ان يقلل زمن النقل ويقلص نفقات نقل السلع إلى روسيا الاتحادية والدول الأوروبية. وستؤمن الاتفاقية حركة السلع عبر الممر البحري الذي يربط الهند بايران ثم بروسيا الاتحادية والدول الأخرى عن طريق بحر قزوين.

### التعاون الثقافي

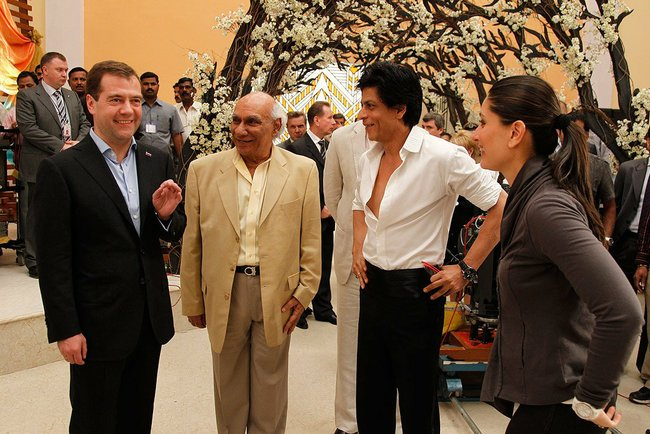
الرئيس الروسي السابق دميتري ميدفيديف في استديوهات ياس راج.

تعير موسكو ونيودلهي أهمية بالغة للعلاقات في مجال الثقافة. ويستمر تبادل العلماء والطلبة والتعاون في مجال الاحتفاظ بتحف ومتاحف. ويتطور بشكل ديناميكي التعاون الروسي الهندي في قضية الحفاظ على تراث أسرة ريريخ. وقد أقيم في نوفمبر بالهند مهرجان «أيام الثقافة الروسية». ثم أقيم مهرجان «أيام الثقافة الهندية» الذي استضافته روسيا في الفترة من 26 سبتمبر إلى 4 أكتوبر 2005. كما أقيم في موسكو بنجاح فائق في الفترة ما بين 29-31 مايو 2006 مهرجان «أيام نيودلهي». وقد تم الاتفاق على إقامة مهرجان «أيام الثقافة الروسية» في الهند عام 2008 ومهرجان «أيام الثقافة الهندية» في روسيا عام 2009.
وقع وزير الثقافة الروسي ألكسندر أفدييف والنائب الأول لوزير الثقافة الهندي جوهر سركار في ختام الزيارة التي قام بها إلى موسكو رئيس الوزراء الهندي مانموهان يوم 7 ديسمبر 2009 وقعا برنامج التعاون بين الوزارتين الروسية والهندية لأعوام 2010 – 2012.

## الصفقات النووية
في فبراير 2008 تم الإبرام بالأحرف الأولى لاتفاقية التعاون بين روسيا الاتحادية والهند في مجال الطاقة النووية. ومن المخطط توقيعها خلال زيارة الرئيس الروسي دميتري مدفيديف إلى الهند. وتقضي الاتفاقية بإنشاء 4 مفاعلات نووية في المحطة الذرية الهندية التي تشارك روسيا في تشييدها. وذلك إضافة إلى المفاعلين اللذين تم انشاءهما سابقا. كما تقضي الاتفاقية بتطويرالتعاون في مجال الطاقة الذرية لاحقا.
وسيتم انجاز أول وحدة كهربائية وتشغيل قدرتها الكاملة في أبريل عام 2009. والجدير بالذكر ان المحطة الكهروذرية الهندية يتم انشاؤها بناءً على التصميم الروسي وبواسطة المعدات الروسية. كما يقدم 50 متخصصا من روسيا عونا فنيا في تحقيق المشروع. غير ان أعمال الإنشاء والتركيب كلها تقوم بها شركات هندية.

## الزيارات المتبادلة
لقد زار الرئيس الروسي بوتين الهند في أكتوبر 2000 في زيارة دولة، ووقع خلال الزيارة بيان الشراكة الاستراتيجية بين روسيا الاتحادية والهند. وتم التركيز خلال الزيارة على التعاون في مجال الطاقة وتطويرعلاقات العمل الوثيقة، لاسيما في مجال التقنيات المعلوماتية. وأعطت الزيارة دفعة جديدة لتطوير العلاقات الثنائية بين روسيا الاتحادية والهند.
وقد قام أتال بيهاري واجپاي رئيس وزراء الهند السابق في الفترة ما بين 11-13 نوفمبر 2003 بزيارة روسيا، ووقعت أثناء الزيارة 10 وثائق، بما فيها البيان المشترك حول «التحديات الشاملة وتهديد الأمن والاستقرار العالمي».
وقد زار روسيا في ديسمبر 2005 ونوفمبر 2007 رئيس الوزراء الهندي مانموهان سينغ في زيارتين رسميتين، ووقع خلالهما عدداً من الاتفاقيات في مجال الفضاء والتعاون العسكري- التقني.
وزار الهند في 16-17 مارس 2006 رئيس الوزراء الروسي السابق ميخائيل فرادكوف، ووقعت خلال الزيارة الاتفاقيات بين مؤسسة روس كوسموس الروسية ومؤسسة الأبحاث الفضائية الهندية حول التعاون في إطار برنامج گلوناس للملاحة الفضائية، كما وقعت اتفاقيات بين المصارف الروسية والهندية.

## قراءات إضافية
- Challenges and Opportunities: Russia and the Rise of China and India by Dmitri Trenin, Strategic Asia 2011-12: Asia Responds to Its Rising Powers - China and India (September 2011)

## وصلات خارجية
- Most of the content from MEA,India
- السفارة الهندية في موسكو
- السفارة الروسية في نيودلهي